# NÖM
Die NÖM AG ist ein österreichisches Milchverarbeitungsunternehmen mit Sitz in Baden in Niederösterreich.

## Geschichte

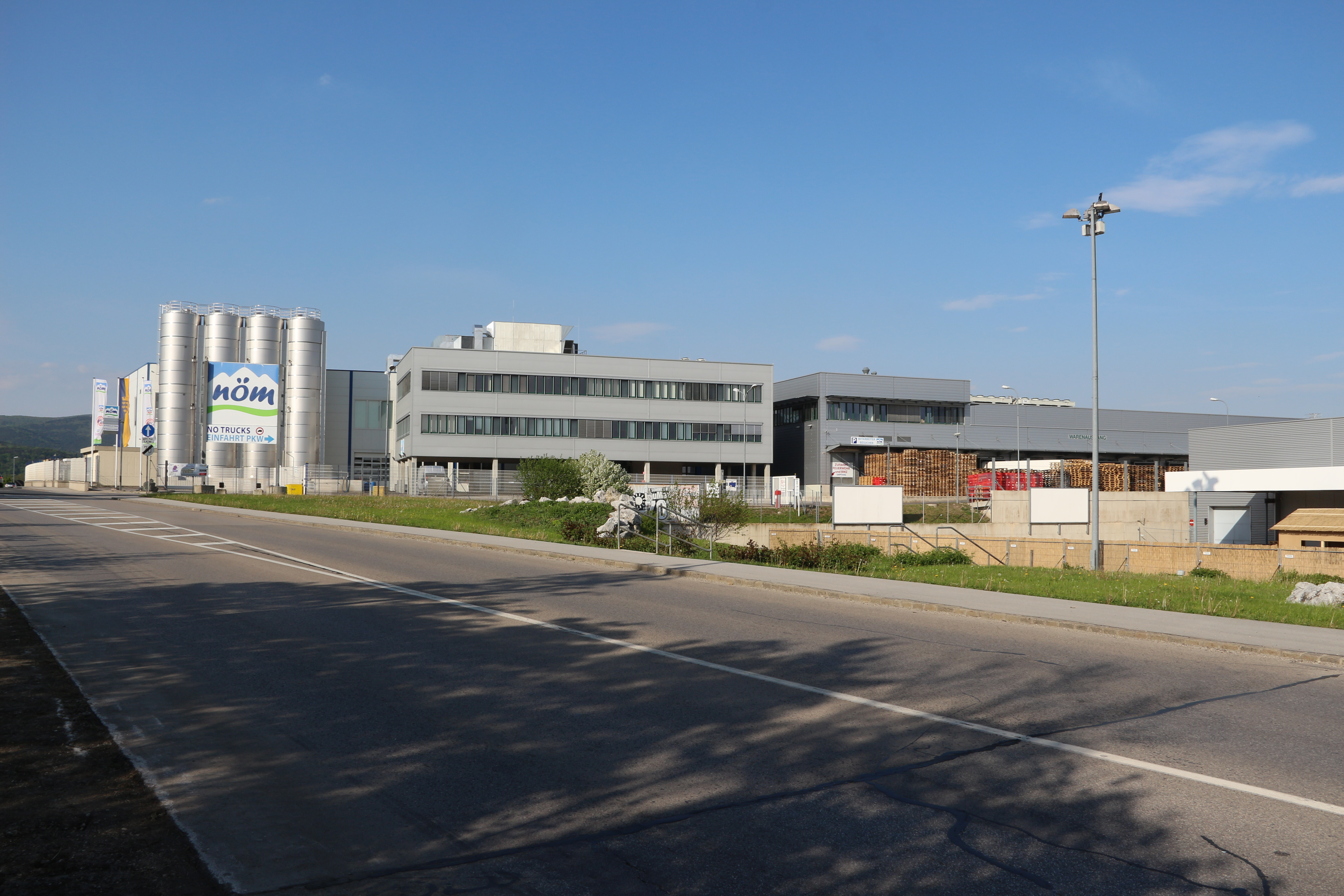
Hauptsitz der NÖM AG in Baden

NÖM wurde 1898 von Franz von Pirko als Niederösterreichische Molkerei reg. Genossenschaft mbH gegründet. Im Jahr 1900 entstand daraus am Höchstädtplatz in Wien-Brigittenau ein milchverarbeitender Genossenschaftsbetrieb aus einer Vereinigung von vorerst dreizehn landwirtschaftlichen Genossenschaften. Nach anfänglichen Schwierigkeiten und der Krise im Ersten Weltkrieg entwickelte sich die NÖM in den 1920er Jahren zu einem bedeutenden Molkereiunternehmen. Beim ersten großen Umbau von 1926 bis 1929 wurden die damals neusten Erkenntnisse der Fließbandarbeit eingebracht. Nach erheblichen Zerstörungen gegen Ende des Zweiten Weltkriegs 1945 wurde die bestehende Anlage wiederhergestellt.
In den Nachkriegsjahren kam es dann zu einer weiteren erheblichen Produktionssteigerung. Von 1958 bis 1966 kam es dann zum dritten großen Umbau des Produktionsstandortes am Höchstädtplatz. Dabei wurden unter Aufrechterhaltung der vollen Produktion abschnittsweise alte Gebäude und Anlagen abgerissen und neue errichtet. Es entstand ein moderner Produktionsbetrieb mit automatischer Milchverarbeitung und Abfüllanlagen, automatischer Leergutverarbeitung, automatischer Anlagenreinigung und damals modernen Datenverarbeitungsmaschinen für die tagesaktuelle Bearbeitung der Bestellungen.
Der Verarbeitungsbetrieb am Höchstädtplatz in Wien war bis zu seiner Schließung 30 Jahre später der größte Molkereistandort Österreichs.
Das zehnstöckige Verwaltungshochhaus der NÖM am Höchstädtplatz war in derselben Zeit ein dominantes Gebäude im 20. Wiener Gemeindebezirk.
Im Vertrieb war man seit der Gründung bemüht, ein über ganz Wien verteiltes Filialnetz aufzubauen. In den 60er Jahren hatte die NÖM ca. 140 eigene Filialstandorte in Wien, welche zu diesem Zeitpunkt aber bereits kleine Supermärkte mit weitem Sortiment waren. In den 70er und 80er Jahren wurden diese jedoch geschlossen, da sie gegenüber den großflächigen Supermärkten nicht mehr konkurrenzfähig waren.
Der Expedit erfolgte eigenständig und großteils in der Nacht. Wurden anfangs Pferdefuhrwerke eingesetzt, kamen nach 1945 vermehrt Lastkraftwagen zum Einsatz. Der Expedit mit Pferdefuhrwerken wurde in den frühen 70er Jahren endgültig eingestellt.
Von 1964 bis 1987 expandierte das Unternehmen weiter, indem es sich mit mehreren kleineren Molkereien vereinigte.
Im Zuge des EWR- und späteren EU-Beitrittes veränderte sich die tiefgreifend die Struktur im österreichischen Molkereiwesen. Im Zuge dessen kam es auch nach fast 100-jährigem Betrieb zur Schließung des Standortes Höchstädtplatz und der ursprünglichen NÖM als Vereinigung bäuerlicher Milchgenossenschaften. Es wurde eine AG mit dem gleichen Namen gegründet. Die beiden folgenden Jahrzehnte der neuen NÖM waren geprägt von der Suche nach einer Struktur, mehrfachen versuchten und rückgängig gemachten Auslandexpansionen und einer gescheiterten Hereinnahme ausländischer Partner (Parmalat).
1989 wurde die Schärdinger Milch AG durch den Schärdinger Molkereiverband gegründet, aus der dann nach dem Scheitern des AMF-Konzerns im Laufe der 1990er Jahre durch Fusion mit der Niederösterreichischen Molkerei GmbH die NÖM AG als Aktiengesellschaft wurde. Hauptaktionär ist die Raiffeisen-Holding Niederösterreich-Wien. Im selben Jahr erhielt das Unternehmen die Erlaubnis, das Österreichische Staatswappen im Geschäftsverkehr zu verwenden.
2002 beteiligte sich Parmalat für 30 Mio. Euro mit 25 % plus einer Aktie an der NÖM. 2004 kaufte die Raiffeisen Holding Niederösterreich-Wien das Aktienpaket für 39 Mio. Euro zurück.
2007 wurde die NÖM International AG gegründet. An ihr hält die NÖM 15 % und die Raiffeisen-Holding Niederösterreich-Wien 85 %. Im gleichen Jahr gründete die NÖM International die TOV Regionprodukt in der Ukraine. Ein 13ha Grundstück nahe Kiew wurde angekauft. Das vorhandene Gebäude entkernt. Anschließend wurde aber von weiteren Investitionen abgesehen. 2013 stand die Immobilie zum Verkauf.
2008 übernahm die NÖM das Milchgeschäft der burgenländischen MONA-Gruppe und gewann damit 65 Millionen € Umsatz hinzu. Durch die Übernahme kam die MONA Hungary Kft. zur NÖM.
2009 gründete die NÖM International die Nom Dairy UK Ltd. und baute eine neue Molkerei in Großbritannien und gründete gemeinsam mit Bernhard Tschurtschenthaler die Defregger srl in Italien, um den dortigen Export zu stärken. 2011 übernahm die NÖM alle Anteile an der Defregger srl und benannte sie in Latteria NÖM um.
2013 wurde die Nom Dairy UK Ltd. samt dem Werk in Großbritannien an die Müller AG verkauft.
2014 wurde MONA Hungary eingestellt. Das operative Geschäft wird seitdem von Baden aus weitergeführt.
Im Jahr 2016 erreichte der Milchverarbeitungsbetrieb als erste Molkerei in Österreich die CO2-Neutralität, wobei die Transportlogistik nicht berücksichtigt wurde.

## Struktur

### Eigentümer
65 % der NÖM gehören der Niederösterreichischen Milch Holding GmbH, diese steht wiederum im Eigentum der Raiffeisen Landesbank Niederösterreich-Wien reg. Gen.m.b.H.
35 % der NÖM gehören der MGN Milchgenossenschaft Niederösterreich reg. Gen.m.b.H.

### Raiffeisen
Beide Eigentümer (Raiffeisen Landesbank Niederösterreich-Wien und MGN Milchgenossenschaft Niederösterreich) sind Teil der Raiffeisen Revisionsverbandes Niederösterreich-Wien und über ihn Teil des Österreichischen Raiffeisenverbandes.
Gemeinsam mit den anderen Raiffeisengenossenschaften, unter anderem der Nummer 1 (Berglandmilch, Raiffeisenverband Oberösterreich) und der Nummer 3 (Gmundner Molkerei, Raiffeisenverband Oberösterreich), hat der Österreichische Raiffeisenverband einen Marktanteil von 96 % bei Frischmilch in Österreich.

## Produkte

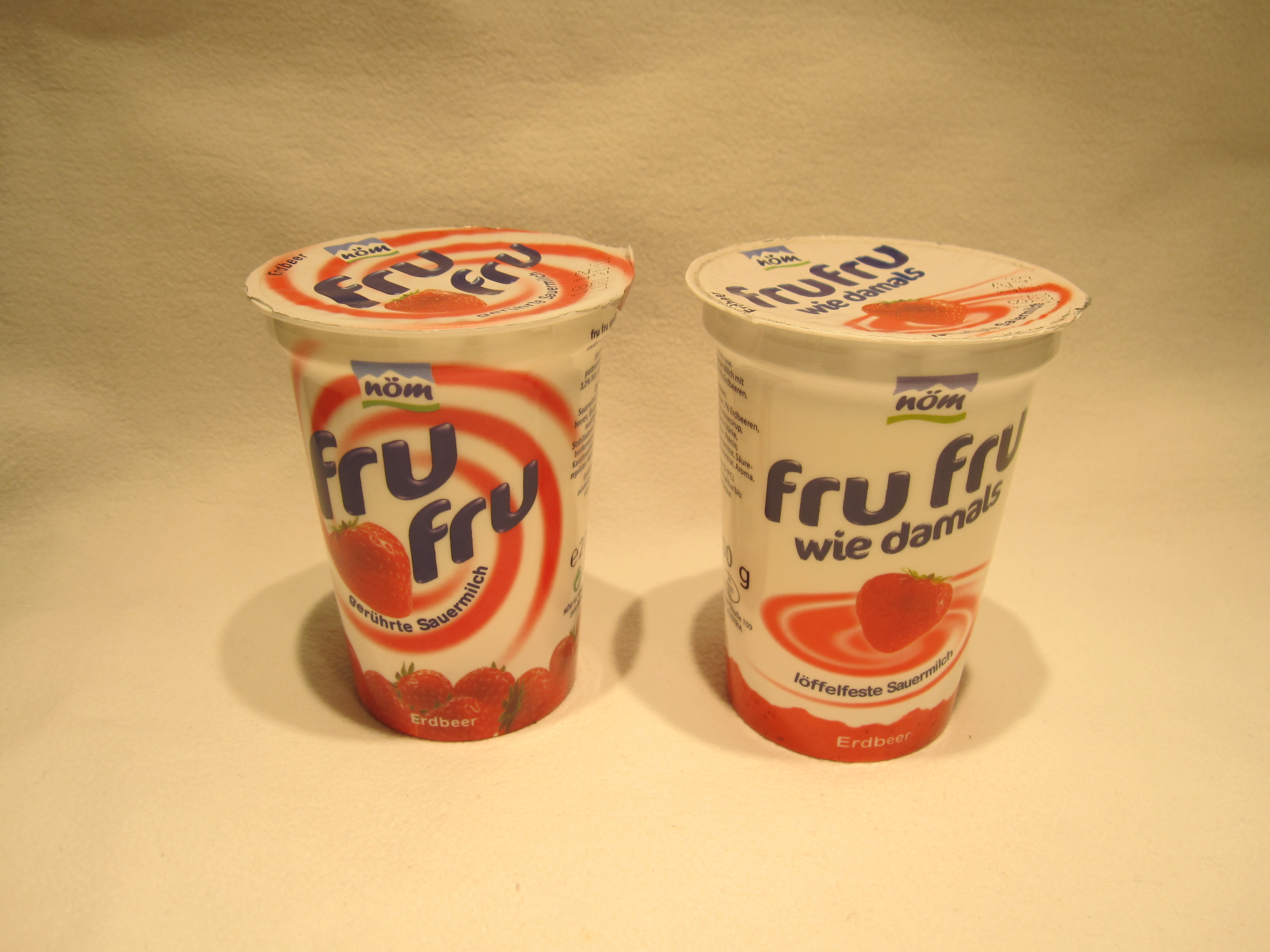
Fru Fru von NÖM

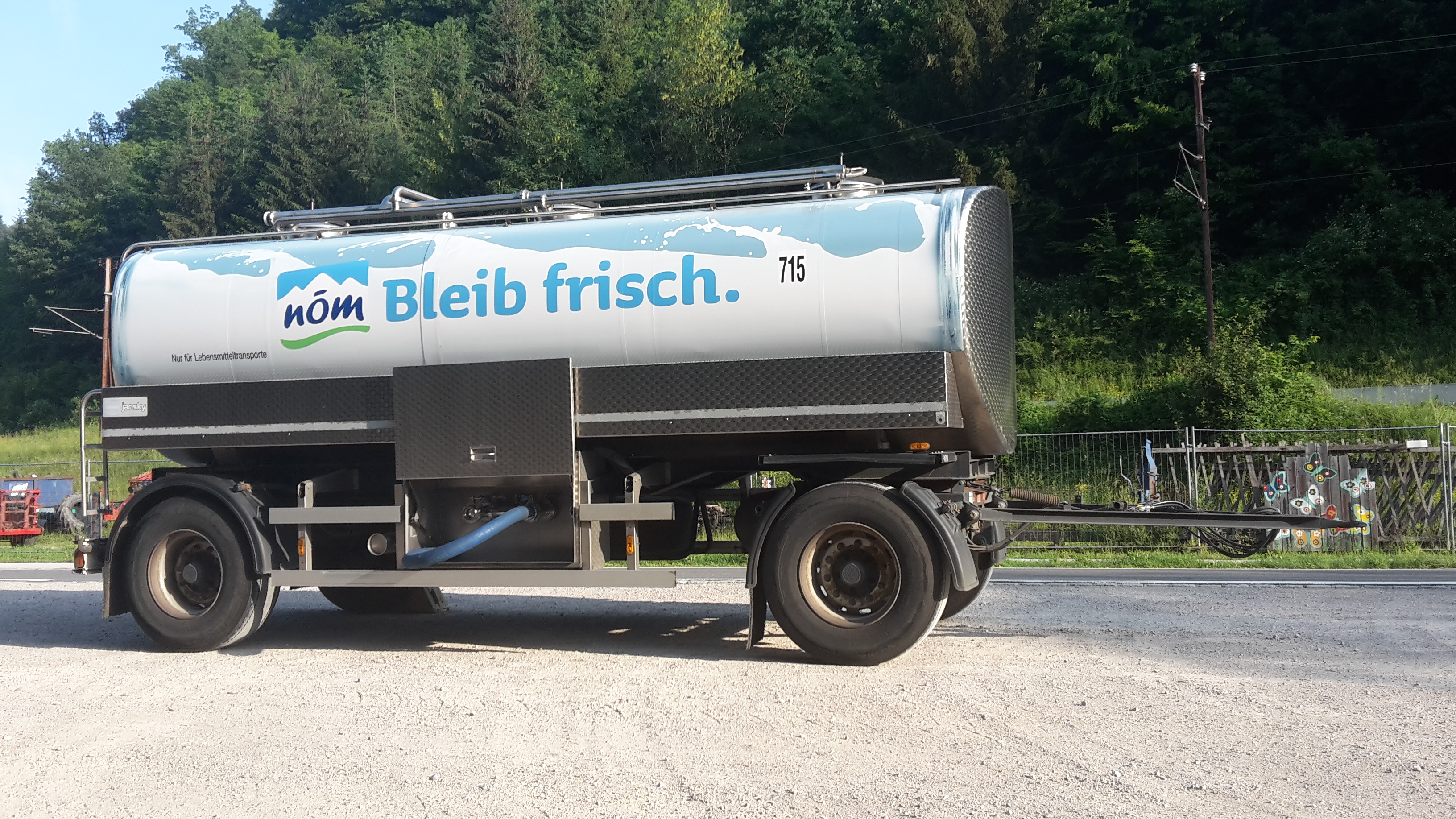
Anhänger mit Werbeaufschrift der NÖM in Frankenfels

- Milchfrischprodukte für die Regionalversorgung
- Butter

Das wohl in Österreich bekannteste Produkt von NÖM ist das Fru Fru, eine Sauermilch mit Fruchtzusatz, die wie ein Joghurt gegessen wird. Der Betrieb in Baden ist ein Hauptlieferant des deutschen Handels für Trinkjoghurt und Milchdrinks.

## Das Unternehmen in Zahlen
- Umsatz 2013: 400 Mio. Euro
- Exportquote: 50 %
- Ergebnis: 12 Mio. Euro
- Milchmenge: 300 Mio. kg
- Beschäftigte: 718

## Marken
- fru fru
- NÖM MIX
- NÖM Cremix
- NÖM to go
- NÖM fasten
- NÖM l.free
- Nöm Pro
- Good Milk
- Original Waldviertler
- Milk
- Viva
- Sontner
- Gutes Land
- Desira